# José Luis de Vilallonga
Pour les articles homonymes, voir Villalonga (homonymie).

Jean Verdier et José-Luis de Vilallonga au 3^{ème} Rendez-vous littéraire du Palm Beach de Cannes, 03 août 1972.

José Luis de Vilallonga, de son nom complet José Luis de Vilallonga y Cabeza de Vaca, né le 29 janvier 1920 à Madrid et mort le 30 août 2007 à Andratx (Majorque), est un aristocrate espagnol, connu comme écrivain, journaliste et acteur de cinéma. 
Grand d'Espagne, issu d'une famille proche de la cour d'Alphonse XIII, il participe dès l'âge de 16 ans à la guerre civile (1936-1939) du côté des nationalistes dirigés par Francisco Franco. Après la guerre, il entame une courte carrière diplomatique, puis mène la vie de la jet set internationale, tout en publiant des articles et des romans, et en menant une carrière cinématographique dans des rôles de second plan. 
Vivant principalement en France de 1951 à 1975, il participe en Espagne à la transition démocratique postérieure à la mort de Franco en novembre 1975.

## Biographie

### Origines familiales et formation
Issu d'une famille de haute noblesse, il détenait les titres de marquis de Castellbell, grand d'Espagne, de marquis de Castellmeià, de baron de Segur et de baron de Maldà et Maldanell.
Son père, Salvador de Villalonga y Carcer, est un ami du roi Alphonse XIII. Sa mère est María del Carmen Cabeza de Vaca y Carvajal, fille du IXe marquis de Portago.
Il fait ses études secondaires au collège des Jésuites de Barcelone.
En 1931, à la chute d'Alphonse XIII, la famille se réfugie à Biarritz, puis rentre en Espagne au bout de six mois.

### Période de la guerre civile (1936-1939)
Au début de la guerre civile (lancée le 18 juillet 1936), José Luis s'engage du côtés des rebelles dirigés par le général Franco, soulevés contre le gouvernement de Front populaire issu des élections de mars 1936. 
Entré dans le corps des Requetés (unités navarraises issues du mouvement carliste) avec le grade d'aspirant (alferez), il devient officier dans l'armée franquiste.
Sa participation à la guerre civile est évoquée dans Fiesta (1971), roman qui a été adapté au cinéma par Pierre Boutron (Fiesta, 1995).

### Carrière à l'époque franquiste (1939-1975)
Après la guerre civile, ses parents envisagent pour lui une carrière diplomatique, qu'il mène pendant quelques années seulement. Il commence dès cette époque à écrire pour des journaux de Barcelone.
Il vit en Angleterre avec sa première épouse, puis de 1945 à 1950, en Argentine, où il se consacre à l'élevage de chevaux. Après un séjour en Espagne, il part pour la France en 1951. La publication de Les ramblas finissent à la mer en 1953 en fait une persona non grata dans l'Espagne franquiste, pour plusieurs années.
Il collabore à des journaux français, publie d'autres livres et fait du cinéma. 

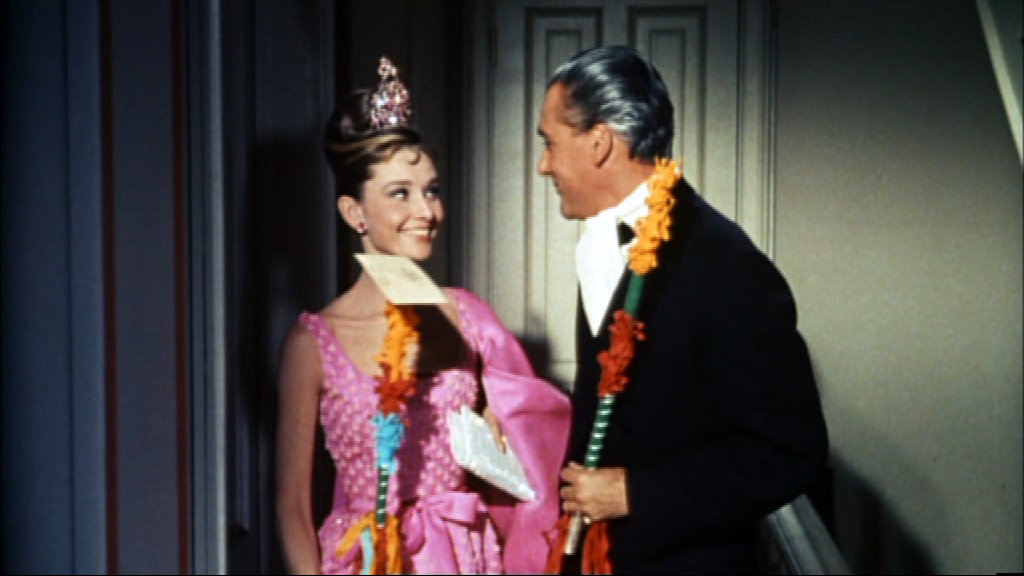
Avec Audrey Hepburn en 1961 dans Diamants sur canapé.

### Mariages et descendance
Il se marie à quatre reprises : 
- en 1945, il épouse d'abord l'aristocrate britannique Priscilla Scott-Ellis (1916-1983), dont il divorce en 1956 ;
- en 1958, avec Ursula Dietrich (divorce en 1972),
- en 1974, avec Syliane Stella Morell (divorce en 1995),
- en 1999, avec la journaliste Begoña Aranguren.

Il laisse après sa mort deux enfants nés de son premier mariage, John et Carmen, et un fils par adoption au cours de son quatrième mariage, Fabricio.
Il a aussi vécu avec l'actrice Madeleine Robinson.
Au cours des années 1960,  il entretient une relation amoureuse avec Michèle Girardon rencontrée sur le tournage du film Les Amants. L'acteur espagnol est marié et, quand il divorce en 1972, c'est pour épouser une autre femme. L'actrice, qui se trouve confrontée à la fois à l'échec de sa vie privée et au déclin de sa carrière sombre dans la dépression. Elle se suicide en mars 1975, par intoxication aux somnifères[réf. nécessaire].

### Carrière dans l'Espagne post-franquiste
Il adhère pleinement à la transition démocratique postérieure à la mort de Franco en novembre 1974. Il devient même membre du PSOE en 1981 (qu'il quitte en 1994).
Son livre Le Roi (1993) raconte (avec l'accord du Palais royal) les péripéties de la « Transition démocratique espagnole » (à partir de la mort de Franco en novembre 1975), notamment les interventions du roi Juan Carlos.

### Carrière au cinéma
De lignée aristocratique, incarnation du fier hidalgo espagnol, il doit le plus souvent tenir un rôle de mari ou d'amant distingué[réf. nécessaire]. 
À l'exception du réalisateur Charles Gérard qui lui confie un rôle de prêtre dans La Loi des hommes en 1962.

### Carrière littéraire
Il a presque toujours publié en français, sauf Les ramblas finissent à la mer, traduit de l'espagnol. 
Il obtient un succès critique et public assez important à la fin des années 1950 et au début des années 1960, d'abord pour L'Homme de sang, puis, à un moindre degré, pour L'Homme de plaisir.

### Mort et funérailles
Mort dans sa propriété d'Andratx, il est inhumé au cimetière du Poblenou à Barcelone.

## Acteur

### Cinéma
- 1958 : Les Amants de Louis Malle : Raoul Flores
- 1960 : L'Ennemi dans l'ombre de Charles Gérard : Georges Dandieu
- 1961 : Vive Henri IV, vive l'amour de Claude Autant-Lara :
- 1961 : Le Rendez-vous de minuit de Roger Leenhardt : Bob
- 1961 : Les Mauvais Coups de François Leterrier : Prévieux
- 1961 : L’Affaire Nina B. (Affäre Nina B) de Robert Siodmak : Kurt
- 1961 : Diamants sur canapé (Breakfast at Tiffany's) de Blake Edwards : José da Silva Pereira
- 1962 : Cléo de 5 à 7 d’Agnès Varda : L’amant de Cléo
- 1962 : Les Bonnes Causes de Christian-Jaque : Paul Dupré
- 1962 : La Loi des hommes de Charles Gérard : Le prêtre
- 1962 : Les Parisiennes, segment Sophie de Marc Allégret : Louis
- 1963 : Mélodie en sous-sol d’Henri Verneuil : Monsieur Grimp
- 1964 : Et vint le jour de la vengeance (Behold a Pale Horse) de Fred Zinnemann : le fournisseur de chevaux
- 1964 : Le Cocu magnifique d'Antonio Pietrangeli : le Président du syndicat
- 1965 : Les Trois Visages, segment Les amants célèbres de Mauro Bolognini : Rodolph
- 1965 : Darling de John Schlesinger : Prince Cesare della Romita
- 1965 : Juliette des esprits (Giulietta degli spiriti) de Federico Fellini : l'ami de Giorgio
- 1966 : Une vierge pour le prince de Pasquale Festa Campanile : Alessandro de Medici
- 1966 : Technique d'un meurtre de Franco Prosperi : Dr. Goldstein / Frank Secchy
- 1967 : L'homme qui trahit la mafia, de Charles Gérard : Mario Verona
- 1971 : Le Viager de Pierre Tchernia : un général
- 1971 : Sapho ou la Fureur d'aimer de Georges Farrel : Maurice Duran-Vior
- 1971 : Le Casse d'Henri Verneuil : M. Tasco
- 1973 : Les Anges de Jean Desvilles : Bernard
- 1975 : Trop c'est trop de Didier Kaminka : le photographe
- 1976 : Chi dice donna, dice donna de Tonino Cervi, segment Donne d'affari : Louis
- 1976 : Le Bon et les Méchants de Claude Lelouch
- 1980 : Eugenio de Luigi Comencini : Tristano
- 1980 : Une femme au bout de la nuit de Daniel Daert : Xavier
- 1981 : Patricia, un voyage pour l'amour de Hubert Frank : Lord James Cook
- 1981 : Patrimonio nacional de Luis García Berlanga : Álvaro
- 1982 : Nacional III de Luis García Berlanga : Álvaro
- 1983 : Femmes de Tana Kaleya
- 1985 : Tex et le Seigneur des abysses (Tex e il signore degli abissi) de Duccio Tessari : Docteur Warton
- 1989 : L'indomptée de Javier Elorrieta : Don José
- 1992 : El largo invierno de Jaime Camino

### Télévision
- 1966 : Plainte contre X, téléfilm de Philippe Ducrest : Hubert de Montaillac
- 1967 : Le Chevalier Tempête, feuilleton télévisé de Yannick Andréi : Castellan
- 1967 : Les Chevaliers du ciel, série télévisée de François Villiers : Max (13 épisodes)
- 1968 : Le Corso des tireurs, téléfilm de Philippe Ducrest : Alexandre
- 1968 : La tempête, téléfilm de François Gir : Alonso
- 1968 : Le comte Yoster a bien l'honneur, épisode Rien ne va plus : Stefan Morlawski
- 1968 : Sébastien parmi les hommes, feuilleton télévisé de Cécile Aubry : M. Lambert, le père de Sylvia
- 1969 : Le Chevalier Tempête, feuilleton télévisé de Yannick Andréi : Castellan (3 épisodes)
- 1970 : Reportage sur un squelette ou Masques et bergamasques, téléfilm de Michel Mitrani
- 1970 : Lumière violente, série télévisée de Roger Gillioz (épisode 7) : le gouverneur
- 1973 : La Duchesse d'Avila, feuilleton télévisé de Philippe Ducrest : Alphonse Van Worden
- 1974 : Le Faux, téléfilm de Philippe Ducrest : Sillan
- 1997 : Hostal Royal Manzanares, série télévisée : Don Adolfo
- 1998 : Maître Da Costa, série télévisée : Duke Papirov

### Théâtre
- 1969 : Quelque chose comme Glenariff de Danièle Lord et Henri Garcin, mise en scène Henri Garcin, Théâtre des Mathurins

## Publications

### Romans
- Les ramblas[2] finissent à la mer, collection "Méditerranée", Seuil, 1953 (traduit de l'espagnol par Emmanuel Roblès)
- Les Gens de bien, collection "Méditerranée", Seuil, 1955
- L'Heure dangereuse du petit matin, Seuil, 1957 (recueil de nouvelles)
- L'Homme de sang, Seuil, 1959
- L’Homme de plaisir, Seuil, 1961,  (ISBN 2020009617)
- Allegro Barbaro, Seuil, 1969,  (ISBN 2020010771)
- Fiesta, Paris, Seuil, 1970 (reprise : Paris, Robert Laffont, 1995,  (ISBN 2221082133) (adapté au cinéma par Pierre Boutron en 1995)
- Gold Gotha, Seuil, 1972
- Furia, Seuil, 1974
- Femmes, Stock, 1975
- L'Image de marque, Julliard, 1976
- Españas. La Chute, 1977
- Les Gangrènes de l'honneur, 1977
- Ma vie est une fête. Les cahiers noirs, 1988
- Altesse, 1986
- Solo, Paris, Albin Michel, 2000,  (ISBN 2226003312)
- Le Gentilhomme européen, 1992

* Fellini, 1994[pas clair]

### Histoire
- (es) José Luis de Vilallonga, El sable del Caudillo : historia secreta del hombre que gobernó España como un cortijo, Barcelone, Plaza & Janés ed., 1997, 393-48 p., 23 cm (ISBN 84-01-37593-2, BNF 37049212)
  - José Luis de Vilallonga (trad. de l'espagnol par Nicole Muchnik), Le Sabre du Caudillo : histoire secrète de l'homme qui gouverna l'Espagne comme s'il s'agissait d'une ferme [« El sable de Caudillo : historia secreta del hombre que gobernó España como un cortijo »], Paris, éd. Robert Laffont, 1999, 350-8 p., 24 cm (ISBN 2-221-08748-8, BNF 2-221-08748-8). L'année de parution donnée par la BnF est 2000.

### Essais
- Gold gotha, Seuil, 1972,  (ISBN 202002103X)
- Le Gentilhomme européen, Paris, Fixot, 1992,  (ISBN 2876451476). Prix Saint-Simon 1993.
- Espanas, Paris, Stock, 1977 (2° édition : Paris, Fixot, 1994,  (ISBN 2876451484)

### Entretiens
- À pleines dents : entretiens avec Guy Monréal, Paris, Stock, 1973
- Le Roi (entretiens avec le roi Juan Carlos), Paris, Fixot, 1994,  (ISBN 2876451689)

### Bibliophilie
- Les Angéliques, texte enrichi de quinze lithographies originales de Frédéric Menguy, Éditions Robert Mouret/Galerie Mozard, 1975.